# Rio de Moinhos (Sátão)
Rio de Moinhos es una freguesia portuguesa del concelho de Sátão, con 10,47 km² de superficie y 1.066 habitantes (2001). Su densidad de población es de 101,8 hab/km².